# Рокенрол за кућни савет
Рокенрол за кућни савет / Валентино из ресторана је сингл југословенског и српског рок бенда Рибља Чорба, који је снимљен 1979. године.
Објављен је 24. априла 1979. године, а нашао се на албуму Кост у грлу. Б страна сингла садржи песму Валентино из ресторана.
На синглу су радили Бора Ђорђевић као вокал, Рајко Којић и Бајага на гитари, Миша Алексић на бас гитари и Вицко Милатовић на бубњевима. Песму је писао Бора Ђорђевић.

## Листа песама
- Рокенрол за кућни савет - 2:41
- Валентино из ресторана - 2:39